# Faeculoides leucopis
Faeculoides leucopis là một loài bướm đêm thuộc họ Erebidae. Nó được tìm thấy ở vùng núi của miền nam Ấn Độ và Sri Lanka.
Con trưởng thành bay từ tháng 5 đến tháng 6 và từ tháng 10 đến tháng 12.
Sải cánh dài 10–14 mm. 